# Cardhu

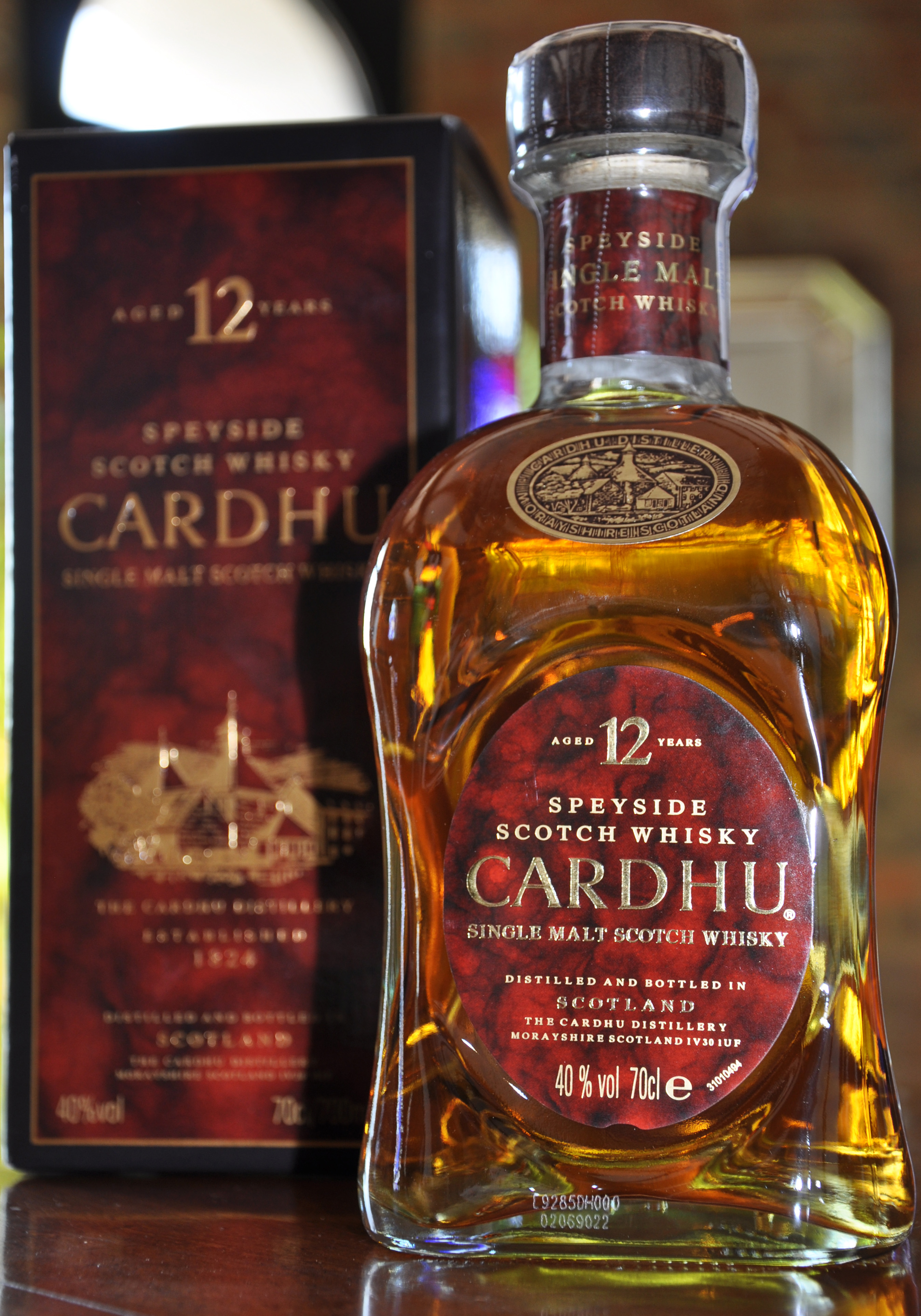
Láhev a krabice alkoholu

Cardhu je skotská palírna společnosti United Distillers & Vintners nacházející se ve vesnici Knockando poblíž města Aberlour v hrabství Banffshire, jenž vyrábí skotskou čistě sladovou (single malt) whisky. Tato whisky je jednou z hlavních přísad míchané whisky Johnnie Walker.

## Historie
Palírna byla založena v roce 1824 farmářem Johnem Cummingem a produkuje čistou sladovou malt whisky. V roce 1872 převzala vedení palírny Elizabeth Cummingová (snacha zakladatele J. Cumminga). Další změna majitele proběhla v roce 1893, kdy byla zakoupena společností John Walker and Sons Ltd. Od roku 1960 má palírna šest destilačních kotlů. Produkuje whisky značky Cardhu, což je 12letá whisky s obsahem alkoholu 40%.